# 喜多川孝経
喜多川 孝経（孝經、きたがわ たかつね、1859年5月7日（安政6年4月5日）- 1930年（昭和5年）11月2日）は、明治から大正期の農業経営者・実業家・政治家。衆議院議員。幼名・奈良蔵。

## 経歴
山城国綴喜郡田辺村沓脱（京都府綴喜郡田辺村大字田辺小字沓脱、田辺町を経て現京田辺市田辺沓脱）で、南山郷士、庄屋、農業・喜多川喜右衛門の長男として生まれる。沢辺正脩、大亦俊に師事し、皇学、漢学、詩文を修めた。農業を営む。
1881年（明治14年）7月、有志と南山義塾を設立し、同年10月、初代副社長となり、1883年（明治16年）4月、伊東熊夫の後継社長に就任し1884年（明治17年）3月まで在任。のち同塾の組織を改編して京都府立三山木中学校を設立する際にも尽力した。
1885年（明治18年）連合戸長に就任し部内学務委員を兼務。1886年（明治19年）1月、京都府会議員に選出され、1888年（明治21年）8月まで務めた。この間、常置委員予備員に在任。同年同月、京都府属に任じられ、1889年（明治22年）6月相楽郡長兼綴喜郡長、1892年（明治25年）4月専任綴喜郡長を歴任し、1893年（明治26年）11月に非職となる。この間、田辺村に大公会堂の建築について尽力し1893年に竣工した。また、1894年（明治27年）9月、京都府教育会綴喜郡部会の設立に参画し会長となり、1895年（明治28年）まで在任した。
1894年9月、第4回衆議院議員総選挙（京都府第4区、大手倶楽部）で当選し、第6回総選挙でも再選され、衆議院議員に通算2期在任した。議員在任中の1901年（明治34年）10月28日に議員を辞職した。
実業界では、山城起業銀行頭取に就任。1896年（明治29年）5月、山城農産 (株) を設立して社長に就任し、洛北倉庫監査役を務めた。政界を引退し45歳ころから大阪市に移り、珪藻土採掘販売を15年間経営してから、その事業を譲渡した。
晩年は京都市で療養生活を続け、1930年11月に上京区室町通丸太町上ル大門町で死去した。

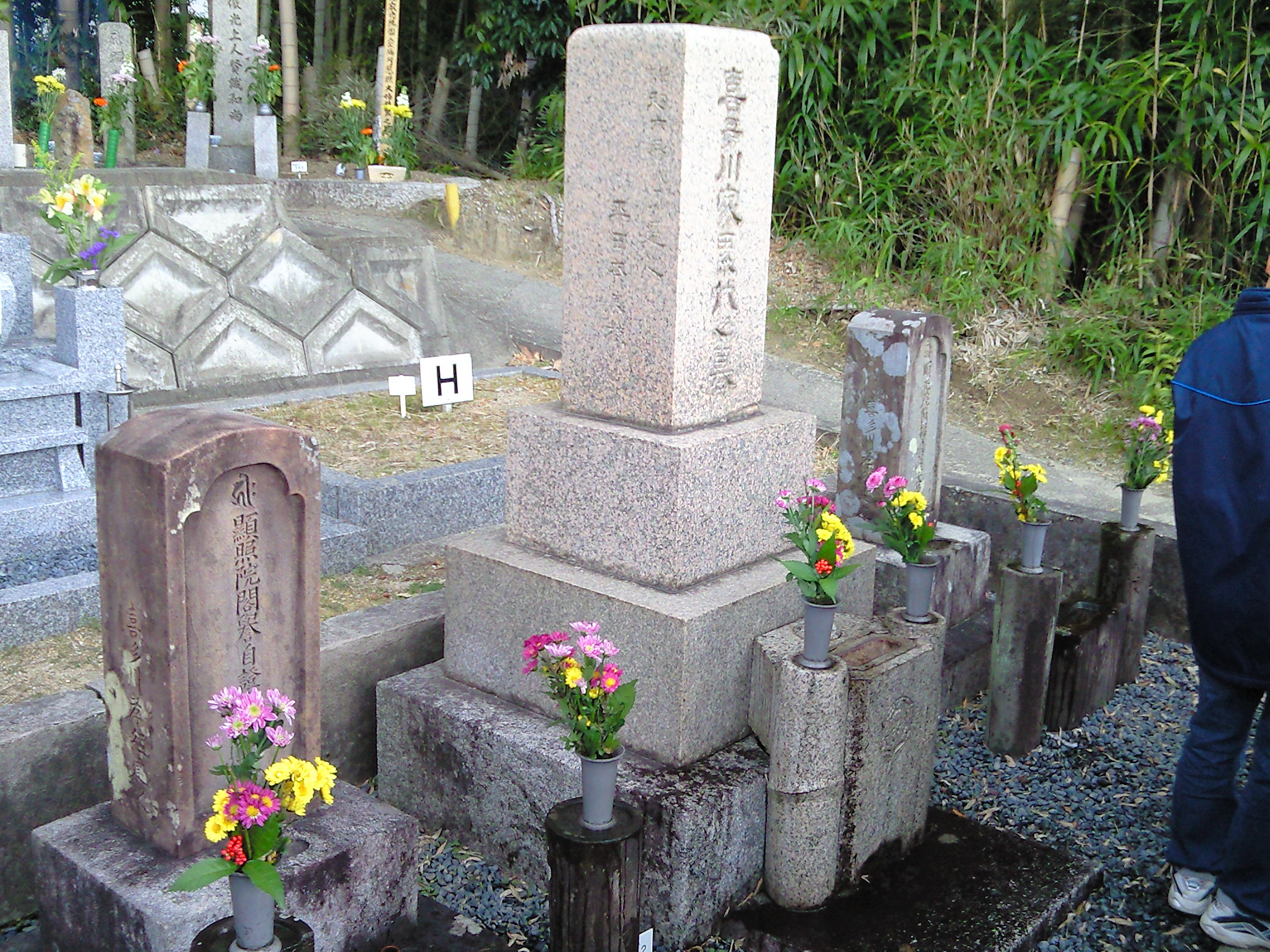
京田辺市内の喜多川家墓所

## 国政選挙歴
- 第4回衆議院議員総選挙（京都府第4区、1894年9月、大手倶楽部）当選[1][4]
- 第5回衆議院議員総選挙（京都府第4区、1898年3月、進歩党）次点落選[4]
- 第6回衆議院議員総選挙（京都府第4区、1898年8月、憲政本党）当選[4]